# 藤夏子
藤 夏子（ふじ なつこ、本名：安藤 公子（あんどう きみこ）、1939年12月16日 - ）は、日本の女優、声優。東京府出身。身長161cm。体重51kg。

## 来歴
東京都立豊島高等学校卒業。1963年4月1日に劇団青年座へ入団。

## 人物
特技は読書、裁縫、日舞、狂言。

## 出演

### テレビドラマ
- おしん - 桜井トキ 役
- アゲイン!!（ばーちゃん）
- ありがとう 第1シリーズ 第6話（1970年、TBS） - 今井時子
- ありがとう 第2シリーズ （1972年 - 1973年、TBS） - 青柳
- 愛という名のもとに（1992年） - 飯森和子 役
- おとうさん（2002年） - 進藤貴子 役
- おばはん刑事!流石姫子
- 女優
- 大河ドラマ
  - 国盗り物語（婢女）
  - 草燃える（侍女）
  - おんな太閤記（1981年） - きよ 役
  - 山河燃ゆ（1984年） - 李阿王 役
  - 花の乱（1994年） - しま 役
- 日本怪談劇場　第6話「四谷怪談　稲妻の巻」第7話「四谷怪談　水草の巻」（1970年 東京12チャンネル） - お大 役
- 多摩南署たたき上げ刑事・近松丙吉
- 小さな駅で降りる
- はるちゃん
- 松本清張作家活動40年記念スペシャル・ゼロの焦点
- 汚れた舌
- ハクバノ王子サマ 純愛適齢期（2013年） - 東山道代 役
- ドロ刑（2018年） ‐ 板倉文子 役
- 月曜名作劇場 「浅見光彦シリーズ5」（2019年） ‐ 保田弥生 役
- ひとりキャンプで食って寝る（2019年） ‐ 久丸の祖母 役
- ゴールド!（2020年） ‐ 高宮春子 役
- ディア・ペイシェント〜絆のカルテ〜（2020年、NHK総合）
- 相棒 Season19（2021年） - 海老名兼子 役
- 赤いナースコール（2022年） - 謎の老女（三上多恵） 役
- 王様に捧ぐ薬指（2023年） - 新田東郷の祖母 役
- 怪談新耳袋 カズオ（2023年） - 富永フサエ 役
- ブラックポストマン 第2話（2023年） - 介護施設の入居女性 役
- ホットスポット 第3話（2025年1月26日、日本テレビ） - 高橋に挨拶する女性 役[3]

### 映画
- 自宅でありがとう。さようなら（2023年） - 晴子 役[4]

### 舞台
- あおげばとうとし（荒竹智恵子）
- INDY
- 女狂言2003
- 風の盆恋歌
- 桜姫東文章
- スカーレット
- なよたけ
- 萩家の三姉妹
- パートタイマー・秋子（小笠原ちい子）
- 華岡青洲の妻
- ブンナよ 木からおりてこい（姥蛙）
- ミツコ - ウィーンの伯爵夫人
- 見よ、飛行機の高く飛べるを
- あの瞳に透かされる[5]

### テレビアニメ
1976年
- ゴワッパー5 ゴーダム（大吉の母）
- タイムボカン（ジャックの母）

1977年
- 家なき子
- 合身戦隊メカンダーロボ（メデューサ将軍）
- ヤッターマン（パーヤン、イネ）

1978年
- 科学忍者隊ガッチャマンII（女ギャラクター）

1979年
- ザ☆ウルトラマン（マルメ隊員の母・フク）
- ゼンダマン（忠敬の母）

1986年
- 愛少女ポリアンナ物語（ハリマン夫人）

1989年
- 機動警察パトレイバー（尚代、おばさん）
- らんま1/2 熱闘編（梅）

1990年
- 楽しいムーミン一家（エンマ）
- ふしぎの海のナディア（ジャンのおばさん）

1991年
- トラップ一家物語（修練長）

1992年
- 風の中の少女 金髪のジェニー（サンドラ）
- フランダースの犬 ぼくのパトラッシュ（ボウマンの妻）

1999年
- ∀ガンダム（アニス・ベル）

2001年
- 犬夜叉（2001年 - 2003年、地念児の母、おばば）

2004年
- MONSTER（フランカ）

2006年
- 少女チャングムの夢（皇太后）
- 名探偵コナン（設楽雅子）

2017年
- 地獄少女 宵伽（民江）

2020年
- pet（煙草屋のおばば）

### ゲーム
- 犬夜叉（2001年PlayStation用ソフト、地念児の母）

### 吹き替え

#### 映画
- アーノルド・シュワルツェネッガーのSF超人ヘラクレス（ネメシス）
- 愛と青春の旅だち ※フジテレビ版
- 愛と追憶の日々
- 悪魔の追跡
- 愛の神、エロス
- アガサ 愛の失踪事件
- アバランチエクスプレス（オルガ）
- 雨の訪問者（タニア〈コリンヌ・マルシャン〉）※日本テレビ版（BD収録）
- 怒りの山河
- 今そこにある危機（モイラ〈アン・マグナソン〉）※テレビ朝日版
- インフェルノ（キャロル）※TBS版
- ウルフ（メアリー）
- エンド・オブ・デイズ（継母）※ビデオ・DVD版
- おもいでの夏
- オレはギャング ガーディニア（ミリアム・ベラ〈リチニア・レンティーニ〉、メリーナ）※TBS版
- カーリー・スー
- カサノバ（デュルフェ侯爵夫人〈シシリー・ブラウン〉）※テレビ朝日版（HDニューマスター版Blu-ray・DVD収録）
- 片腕のヒーロー・大リーグへの道（母親〈フィオヌラ・フラナガン〉）※テレビ朝日版
- 華麗なる賭け（ハニー）※フジテレビ版
- キングサイズ（エバの母親〈ハリナ・マチュルスカ〉）
- 禁じられた遊び
- クリープショー（ベドリアおばさん、ウィルマ）
- 激戦地（ジャニー）※日本テレビ版
- 結婚しない女
- コーマ（ミセス・エマーソン）
- サウンド・オブ・ミュージック（アガタ）※テレビ朝日版・フジテレビ版（公開50周年記念BD収録）
- ザ・ドライバー（ザ・コネクション）※日本テレビ版
- シー・オブ・ラブ（アレン夫人）※テレビ朝日版
- シノーラ（エルマ）
- ジョーズ2
- スター・ウォーズ エピソード4/新たなる希望（ベル・ラーズ〈シラー・フレイザー〉）※劇場公開版（DVDリミテッドエディション収録）
- セルピコ（セルピコの母親〈ミルドレッド・クリントン〉）※テレビ朝日版（思い出の復刻版ブルーレイに収録）
- ダーティハリー（ラッセル夫人）
- 父親たちの星条旗（マデリーン）
- 冷たい月を抱く女（ケンシンガー夫人〈アン・バンクロフト〉）※テレビ東京版
- ディア・ハンター（スーパーレジ係、ヒラリー・ブラウン）
- トップガン ※フジテレビ版
- ドラキュラ ※通常DVD版
- トラップ一家物語
- トレマーズ（ミーガン〈ビビ・ベッシュ〉）※テレビ朝日版
- ニューヨーク1997
- 農場の死（ジュリー・ギャレット〈ジャン・ウッド〉）※毎日放送版
- 八点鐘が鳴るとき（局長の妻）※日本テレビ版
- バンデットQ（オーガ夫人）
- 引き裂かれたカーテン（バレリーナ〈タマラ・トゥマノワ〉）※フジテレビ版
- ヘルプ 〜心がつなぐストーリー〜（コンスタンティン・ジェファーソン）
- 冒険者たち（イヴェット）※TBS版
- ホーム・アローン3（ミセス・ヘス）※ビデオ・DVD版
- マスターズ/超空の覇者（ソーサラス）※テレビ東京版
- マニトウ（アメリア・クルーソー）
- ミザリー（バージニア）※ビデオ版
- ミレニアム/1000年紀（ストックホルム評議員（チャペル・ジャッフェ））※VHS版
- 名探偵ベンジー
- ワイルドシングス ※テレビ朝日版

#### ドラマ
- ER緊急救命室シリーズ
  - シーズンⅠ #23（マザー）
  - シーズンⅢ #14,16（ヒューストン〈ヴェロニカ・カートライト〉）
  - シーズンⅤ #21（エイヤーズ）
  - シーズンXI #18,19,21（ロベルタ "バーディー" チャドック〈ルイーズ・フレッチャー〉）
  - シーズンXIV #12（ローズマリー・スモールズ〈エルサ・レイヴン〉）
- WITHOUT A TRACE/FBI 失踪者を追え!（クレア（リンダ・ハント））
- 刑事コロンボ シーズン7 #44「攻撃命令」（コーコラン〈トリシア・オニール〉）
- ツイン・ピークス
- 不思議なオパール（マーシア）
- 名探偵ポワロ
  - ハロウィーン・パーティー（グッドボディ）
  - 象は忘れない（ジュリア・カーステアズ）

### ラジオドラマ
- ガイア・ギア（1992年、エントー・シスメシア）